# Сражение у Сальчи
Сражение у Сальчи, также часто называется сражение у Малой Сальчи — сражение в ходе русско-турецкой войны 1787—1792 годов между российской армией князя Репнина и турецкой армией сераскира Гасана-паши, состоявшееся 7 сентября 1789 года у слияния рек Большая и Малая Сальчи (притоки р. Ялпуг), близ Измаила.
Репнин планировал захватить Измаил. Армия Гасана-паши расположилась по реке Сальче, намеревавшегося преградить русским дальнейшее движение. Репнин разбил Гасана, захватил его лагерь, 9 знамён, 3 пушки и часть обоза. Турки отступили в Измаил.